# Georg Friedrich von Fölkersahm

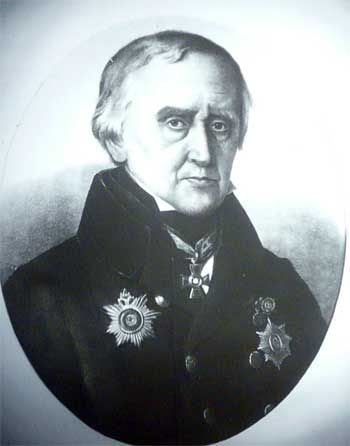
George von Foelckersahm

Georg Friedrich von Fölkersahm (* 10. November 1764 in Steinensee, Kurland; † 18. November 1848 in Riga) war russischer Geheimer Rat und Zivilgouverneur von Livland.

## Leben

### Herkunft
Georg Friedrich entstammte dem livländischen Adelsgeschlecht von Fölkersahm. Er war ein Sohn des dänischen Kapitänleutnants und Erbherrn auf Steinensee, Gotthard Friedrich von Fölkersahm († 1764) und der Anna Louisa von Plater († nach 1767).

### Werdegang
Fölkersahm, auf dem väterlichen Gut aufgewachsen, bestritt von 1781 bis 1786 seine Schulbildung auf dem Gymnasium in Mitau. Sein anschließendes Studium in Göttingen schloss 1789. Seine Kavalierstour führte in die Schweiz, insbesondere nach Lausanne. Im Jahre 1791 kehrte Fölkersahm nach Kurland zurück. Bei Ausbruch des Kościuszko-Aufstandes erhielt er vom Herzog Peter von Biron den Auftrag, als Generalkommissar die russischen Truppen an der kurländischen Grenze zu versorgen. Katharina II. bedachte ihn dafür 1795 mit dem St. Wladimir-Orden IV. Klasse. Ebenfalls 1795 wurde er kurländischer Ritterschaftssekretär und gehörte in dieser Funktion als Delegierter des kurländischen Adels im Zuge der Dritten Polnischen Teilung zu den Unterzeichnern der Anerkennung der russischen Oberhoheit in St. Petersburg. Zu gegebenen Anlass begab er sich als kurländischer Delegierter 1801 und 1803 erneut nach St. Petersburg, nahm jedoch im selben Jahr seinen Abschied als Ritterschaftssekretär und erhielt den Charakter eines Hofrats. Dennoch wurde er von der kurländischen Ritterbank 1807 erneut nach St. Petersburg gesandt und 1809 in den Rat der kurländischen Gouvernementsregierung berufen.
Zu Beginn des Krieges 1812 begab er sich zunächst nach St. Petersburg, dann aber nach Riga, wo er in der Kanzlei des Kriegsgouverneurs Marquis Filippo Paulucci Verwendung fand. Er nahm an der Expedition nach Memel teil und übernahm dort die Geschäfte des Generalintendanten. Er erhielt den St. Annen-Orden II. Klasse und nahm seinen Abschied als Regierungsrat.
Fölkersahm wurde dann Kanzleidirektor beim Generalgouverneur in Riga. 1813 wurde er zum Kollegienrat bestellt, 1817 zum Staatsrat und letztlich 1826 zum wirklichen Staatsrat befördert. 1828 erfolgte seine Immatrikulation bei der livländischen Ritterschaft. Er war Erbherr auf Steinensee.

### Familie
Georg Friedrich vermählte sich am 29. November 1795 in Mitau mit der Witwe des kaiserlich-königlichen Feldmarschallleutnants Jacob Friedrich von den Brincken († 1791), Benigna Gottlieb Voigt (1771–1861), Tochter des kurländischen Finanzrats und Rentmeisters Hermann Voigt und der Anna von der Horst. Aus der Ehe gingen neun Kinder hervor, wovon sieben das Erwachsenenalter erreichten:
- Amalia von Fölkersam (1799–1864), ⚭ 1818 Baron Michael von Mengden (1781–1855), russischer Generalmajor
- Gottliebe von Fölkersam (1801–1876), ⚭ 1827 Baron Theodor von der Howen a.d.H. Würzau († 1878)
- Theodor von Fölkersam (1802–1871), russischer Generalkonsul in Paris
- Edmund von Fölkersam (1803–1869), russischer Generalmajor, Adjutant von Fürst Iwan Fjodorowitsch Paskewitsch, ⚭ 1834 Pauline Schill (1810–1852)
- Valerian von Fölkersam (1807–1886), Erbherr auf Steinensee, ⚭ 1836 Alexandra Walujew (1818–1886)
- Eugen von Fölkersam (1809–1883), russischer Husarenrittmeister und Vizepräsident des baltischen Domänenhofs, ⚭ 1838 Baroness Maria von Vietningoff-Scheel a.d.H. Turmont (1819–1889)
- Hamilkar von Fölkersahm (1811–1856), livländischer Landmarschall,[1] ⚭ 1832 Elisabeth von Krüdener (1811–1879)